# Aerobiologia
Aerobiologia é um campo interdisciplinar que estuda partículas pequenas o suficiente para serem transportadas passivamente no ar, tais como bactérias, vírus e pólen, também chamadas de aeroplâncton. Em geral essas partículas têm origem biológica, porém, a aerobiologia não é apenas um ramo da biologia e essa ciência também se relaciona com a meteorologia, ecologia e a saúde.